# 苏-5战斗机
苏霍伊 Su-5或I-107是苏联于第二次世界大战末期建造的混合动力（即同时使用螺旋桨和喷气发动机）原型战斗机。后来，由于苏联空军认为伊-250战斗机性能更好，而导致该项目被取消。

## 研发历史
第二次世界大战即将结束时，德国涡轮喷气发动机驱动的梅塞施密特 Me 262 的出现促使苏联开发速度更快的战斗机。由于苏联缺乏可投入生产的涡轮喷气发动机，因此开发工作转向混合动力飞机，该飞机主要使用传统活塞发动机驱动的螺旋桨作为推进器，使用小型火箭或喷气发动机进行加速。
Su-5（最初为 I-107）和概念上相似的米高扬-格列维奇I-250于 1944 年设计。该飞机于 1945 年 4 月 6 日首次飞行，并进行了有限的飞行测试。它随后安装了层流机翼，在喷气发动机运转的情况下，在 4,350 米（14,270 英尺）的高度达到了 793 公里/小时（428 节，493 英里/小时）的速度。1945 年 6 月 15 日，克里莫夫 VK-107A 活塞发动机在飞行中损坏，无法修复。在获得另一台 VK-107A 后，飞行测试一直持续到 10 月 18 日，当时发动机已达到使用寿命。而当时无法再采购 VK-107A，因此项目被取消了。

## 设计
Su-5 是全金属结构的常规单翼机。机身后部的 VRDK（俄语：Воздушно-Реактивный Двигатель Компрессорный）喷气发动机由 VK-107 活塞发动机的传动轴提供动力，可额外提供 100 公里/小时（54 节，62 英里/小时）的速度，可持续三分钟。

## 性能数据

### 基本数据

#### 机组人员
机组人员：1 人

#### 长度
长度：8.51 米（27 英尺 11 英寸）

#### 机翼
翼展：10.56 米（34 英尺 8 英寸）
翼面积：17 平方米（180 平方英尺）
翼型：根部：TsAGI 1B10（16.5%）；尖端：NACA 23011

#### 重量
空重：2,954 千克（6,512 磅）
毛重：3,804 千克（8,386 磅）

#### 动力系统
动力装置（其一）： 1 × Klimov VK-107A V-12 液冷活塞发动机，8,300 m（27,200 ft）时功率为 1,230 kW（1,650 hp） 
动力装置（其二）：1 × VRDK 主发动机驱动热喷射助推器，2.9 kN (650 lbf) 推力持续 10 分钟（Воздушно-Реактивный Двигатель Компрессорный - Vozdushno-Reaktivny Dvigatel Kompressornyi – 空气反应压缩机喷射）
螺旋桨：4叶恒速螺旋桨

### 性能

#### 速度
最大速度：793 公里/小时（493 英里/小时，428 节），高度为 4,350 米（14,270 英尺）
810 公里/小时（500 英里/小时；440 节），高度为 7,800 米（25,600 英尺）

#### 航程
航程：600 公里（370 英里，320 海里）

#### 实用升限
实用升限：12,050 米（39,530 英尺）

#### 爬升时间
爬升时间：5 分 42 秒内可至 5,000 米（16,000 英尺）

### 武器装备

#### •枪支
•2 × 12.7 毫米（0.50 英寸）Berezin UB 机枪，备弹 200 发

#### •火炮
•1 × 23 毫米（0.91 英寸）Nudelman-Suranov NS-23 机炮，备弹 100 发

## 借阅

### 同时期并列研发的战斗机
•伊-250战斗机